# Говорун, Олег Маркович
Олег Маркович Говорун (род. 15 января 1969, Братск, Иркутская область) — российский политический и государственный деятель.
Начальник Управления президента РФ по приграничному сотрудничеству (2013—2019). Министр регионального развития РФ (2012). Полномочный представитель президента Российской Федерации в Центральном федеральном округе (2011—2012). Заместитель генерального директора ДОМ.РФ (с мая 2019). Генеральный директор Фонда защиты прав граждан — участников долевого строительства (с августа 2019 по май 2020).

## Биография
В 1976—1986 годах учился в школе № 9 города Пушкино Московской области.
В 1987—1989 годах проходил срочную службу в Вооружённых силах СССР.
В 1993 году окончил Московский лесотехнический институт по специальности «химик-технолог».
Работал заместителем начальника управления по связям с органами государственной власти Альфа-банка.
В 2000—2004 годах — первый заместитель начальника Главного территориального управления президента Российской Федерации.
В 2004—2006 годах — заместитель начальника Управления президента Российской Федерации по внутренней политике.
С 20 марта 2006 года — начальник Управления по внутренней политике президента Российской Федерации. 19 мая 2008 года вновь назначен на этот же пост в Администрации президента Д. А. Медведева.
В ноябре 2008 года включён в высший совет партии Единая Россия.
6 сентября 2011 года был назначен полномочным представителем президента Российской Федерации в Центральном федеральном округе.
С 14 сентября 2011 года — член Совета Безопасности Российской Федерации.
21 мая 2012 года занял пост министра регионального развития в правительстве Д. А. Медведева.
19 сентября 2012 указом президента Российской Федерации Говоруну, министру образования и науки Дмитрию Ливанову и министру труда и социальной защиты Максиму Топилину был объявлен выговор.
Спустя год, 30 сентября 2013, Владимир Путин снял дисциплинарное взыскание с Ливанова и Топилина, Говорун был уволен ранее и перешёл на работу в Администрацию Президента.
17 октября 2012 года указом президента России был отправлен в отставку с поста министра регионального развития. По данным Forbes, Говорун сам попросил об отставке вскоре после того, как ему был объявлен выговор за срыв подготовки предложений по ускорению развития Сибири и Дальнего Востока. Другой причиной ухода Говоруна СМИ называют конфликт с руководителем Федерального агентства по строительству и ЖКХ Владимиром Коганом, возникший из-за перераспределения между ведомствами бюджетных инвестиционных средств.
11 октября 2013 года был назначен начальником Управления президента РФ по социально-экономическому сотрудничеству с государствами СНГ, Республикой Абхазия и Республикой Южная Осетия, работу которого курировал помощник президента Путина Владислав Сурков. Согласно положению 2012 года, основной задачей управления была координация органов власти для обеспечения сотрудничества с государствами—участниками СНГ, Абхазией и Южной Осетией. Однако на практике, как отмечалось в СМИ, управление занималось исключительно Абхазией и Южной Осетией, а после того, как управление стал курировать Владислав Сурков, он расширил его функции постоянной работой с Украиной, а позднее — с непризнанными ДНР и ЛНР.
2 октября 2018 года президент Путин преобразовал Управление по социально-экономическому сотрудничеству с СНГ, Абхазией и Южной Осетией в Управление по приграничному сотрудничеству, оставив его начальником Олега Говоруна. В новом положении об управлении указано, что оно должно осуществлять «подготовку предложений о заключении межгосударственных договоров РФ с Республикой Абхазия, Республикой Южная Осетия и Украиной, а также по поручению президента РФ с иными сопредельными государствами». Освобождён от должности 17 апреля 2019 года.
27 мая 2019 года назначен заместителем генерального директора ДОМ.РФ.
28 августа 2019 года распоряжением Председателя Правительства Российской Федерации Д. А. Медведева назначен Генеральным директором публично-правовой компании «Фонд защиты прав граждан — участников долевого строительства».

## Награды
- Медаль ордена «За заслуги перед Отечеством» II степени (29 декабря 2003 года) — за заслуги в становлении государственно-правовых институтов в Чеченской Республике[17].
- Орден Дружбы (2008 год).
- Орден Почёта (2009 год).
- Благодарность Президента Российской Федерации (2 сентября 2006 года) — за заслуги в подготовке и проведении выборов в Парламент Чеченской Республики[18].

## Классный чин
- Действительный государственный советник Российской Федерации 1 класса (9 октября 2006 года)[19].

## Собственность и доходы
С 2009 года среднегодовой доход Говоруна составлял 18 млн рублей, согласно декларации за 2018 год доход составил 6,6 млн рублей. В 2018 году приобрёл элитную квартиру в Доме Наркомфина площадью 1322,7 кв.м. В 2019 году Говорун приобрел еще шесть помещений в Доме Наркомфина, вместе с предыдущим приобретением общая площадь владений составила 2071 кв. метр и оценивается в 1 млрд 677 млн рублей. Всего вместе с супругой принадлежат 4 земельных участка общей площадью 8,6 тыс. м², снегоход и автомобили Мерседес-Бенц SL350 и GL350, а также Volvo ХС60. Супруга Говоруна в 2018 году купила особняк площадью 947 кв. м.в элитном поселке в Подмосковье стоимостью 400 млн. рублей. Всего, по данным The Insider, Говорун владеет собственностью на более чем 2 млрд рублей.

## Семья
Первая жена — Татьяна Воложинская — предприниматель, возглавляла предвыборный список ЛДПР в Новосибирской области.
Брат — Вадим Говорун — российский учёный, специалист в области молекулярной диагностики, геномики, протеомики и системной биологии, доктор биологических наук, профессор, академик РАН.
Имеет трёх сыновей и дочь.

## Санкции
6 апреля 2018 года был включён в санкционный «Кремлёвский список» США в числе 17 чиновников и 7 бизнесменов из России, приближённых к В. Путину.
15 марта 2019 года Канада ввела санкции против Говоруна из-за «агрессивных действий» России в Черном море и Керченском проливе, а также из-за аннексии Крыма. 24 июня 2021 года был внесён в санкционный список Украины.
В 2023 году, после вторжения России на Украину, Говорун был внесён ФБК в список коррупционеров и разжигателей войны, с предложением введения против него международных санкций из-за участия в «коррупционных схемах, направленных на обеспечение коррупционных источников дохода политиков и государственных чиновников, а также членов их семей». ФБК отмечает что Говорун «владеет многочисленной элитной недвижимостью (в том числе вместе с женой Натальей Серая) стоимостью более 2 млрд. рублей»